# Thomas Pöck
Thomas Pöck (né le 2 décembre 1981 à Klagenfurt en Autriche) est un joueur professionnel autrichien de hockey sur glace qui évoluait au poste de défenseur.

## Biographie

### Carrière en club
Pöck a porté les couleurs du EC Klagenfurt AC et de l'Université du Massachusetts à Amherst de la division Hockey East de la NCAA. Jamais repêché dans la Ligue nationale de hockey, il signe avec les Rangers de New York à titre d'agent libre le 23 mars 2004. Après quatre saisons à jouer entre les Rangers et le club-école de la Ligue américaine de hockey, le Wolf Pack de Hartford, il est réclamé au ballotage avant le début de la saison 2008-2009 par les Islanders de New York et joue 59 matchs avec ces derniers.
Il joue par la suite en Suisse dans la Ligue nationale A avec les Rapperswil-Jona Lakers puis en Suède avec le MODO Hockey. Il tente un retour dans la LNH en 2012 en signant avec un contrat avec l'Avalanche du Colorado mais se retrouve dans la LAH avec son club-école, les Monsters du lac Érié. En 2013, il retourne en Autriche avec son club formateur, le Klagenfurt AC.
Il passe la saison 2016-2017 avec les Graz 99ers avant d'annoncer sa retraite à l'issue de la saison pour devenir entraîneur.

### Carrière internationale
Il représente l'Autriche en senior depuis 2002. Il a participé aux Jeux olympiques d'hiver de 2002.

## Parenté dans le sport
Son frère Markus et ses cousins Franz et Max Wilfan jouent également au hockey sur glace.

## Statistiques

### En club
| Saison     | Équipe                 | Ligue      |     | Saison régulière | Saison régulière | Saison régulière | Saison régulière | Saison régulière |   | Séries éliminatoires | Séries éliminatoires | Séries éliminatoires | Séries éliminatoires | Séries éliminatoires |
| Saison     | Équipe                 | Ligue      | PJ  | B                | A                | Pts              | Pun              | PJ               | B | A                    | Pts                  | Pun                  |                      |                      |
| 1998-1999  | EC Klagenfurt AC       | OËL        | 31  | 0                | 0                | 0                | 2                | -                | - | -                    | -                    | -                    |                      |                      |
| 1999-2000  | EC Klagenfurt AC       | OËL        | 33  | 4                | 11               | 15               | 48               | -                | - | -                    | -                    | -                    |                      |                      |
| 2000-2001  | Minutemen d'UMass      | NCAA       | 33  | 6                | 6                | 12               | 59               | -                | - | -                    | -                    | -                    |                      |                      |
| 2001-2002  | Minutemen d'UMass      | NCAA       | 23  | 5                | 7                | 12               | 26               | -                | - | -                    | -                    | -                    |                      |                      |
| 2002-2003  | Minutemen d'UMass      | NCAA       | 37  | 17               | 20               | 37               | 46               | -                | - | -                    | -                    | -                    |                      |                      |
| 2003-2004  | Minutemen d'UMass      | NCAA       | 37  | 16               | 25               | 41               | 48               | -                | - | -                    | -                    | -                    |                      |                      |
| 2003-2004  | Rangers de New York    | LNH        | 6   | 2                | 2                | 4                | 0                | -                | - | -                    | -                    | -                    |                      |                      |
| 2004-2005  | Wolf Pack de Hartford  | LAH        | 50  | 1                | 5                | 6                | 55               | 6                | 0 | 1                    | 1                    | 8                    |                      |                      |
| 2004-2005  | Checkers de Charlotte  | ECHL       | 3   | 0                | 2                | 2                | 2                | -                | - | -                    | -                    | -                    |                      |                      |
| 2005-2006  | Wolf Pack de Hartford  | LAH        | 67  | 15               | 46               | 61               | 99               | 6                | 0 | 3                    | 3                    | 15                   |                      |                      |
| 2005-2006  | Rangers de New York    | LNH        | 8   | 1                | 1                | 2                | 4                | -                | - | -                    | -                    | -                    |                      |                      |
| 2006-2007  | Rangers de New York    | LNH        | 44  | 4                | 4                | 8                | 16               | 4                | 0 | 3                    | 3                    | 4                    |                      |                      |
| 2006-2007  | Wolf Pack de Hartford  | LAH        | 4   | 0                | 1                | 1                | 2                | -                | - | -                    | -                    | -                    |                      |                      |
| 2007-2008  | Rangers de New York    | LNH        | 1   | 0                | 0                | 0                | 0                | -                | - | -                    | -                    | -                    |                      |                      |
| 2007-2008  | Wolf Pack de Hartford  | LAH        | 74  | 7                | 37               | 44               | 63               | 5                | 0 | 0                    | 0                    | 8                    |                      |                      |
| 2008-2009  | Islanders de New York  | LNH        | 59  | 1                | 2                | 3                | 35               | -                | - | -                    | -                    | -                    |                      |                      |
| 2009-2010  | Rapperswil-Jona Lakers | LNA        | 49  | 11               | 22               | 33               | 58               | -                | - | -                    | -                    | -                    |                      |                      |
| 2010-2011  | Rapperswil-Jona Lakers | LNA        | 47  | 8                | 17               | 25               | 40               | -                | - | -                    | -                    | -                    |                      |                      |
| 2011-2012  | MODO hockey            | Elitserien | 55  | 9                | 16               | 25               | 32               | 6                | 0 | 0                    | 0                    | 6                    |                      |                      |
| 2012-2013  | Monsters du lac Érié   | LAH        | 62  | 11               | 22               | 33               | 61               | -                | - | -                    | -                    | -                    |                      |                      |
| 2013-2014  | EC Klagenfurt AC       | EBEL       | 52  | 10               | 15               | 25               | 50               | -                | - | -                    | -                    | -                    |                      |                      |
| 2014-2015  | EC Klagenfurt AC       | EBEL       | 54  | 6                | 26               | 32               | 70               | 9                | 2 | 3                    | 5                    | 12                   |                      |                      |
| 2015-2016  | EC Klagenfurt AC       | EBEL       | 52  | 8                | 17               | 25               | 60               | 6                | 0 | 0                    | 0                    | 8                    |                      |                      |
| 2016-2017  | Graz 99ers             | EBEL       | 46  | 6                | 24               | 30               | 38               | 5                | 0 | 0                    | 0                    | 14                   |                      |                      |
| Totaux LNH | Totaux LNH             | Totaux LNH | 118 | 8                | 9                | 17               | 55               | 4                | 0 | 3                    | 3                    | 4                    |                      |                      |

## Trophées et honneurs personnels
- Hockey East
  - 2001-2002: nommé dans la seconde équipe d'étoiles.
  - 2002-2003: nommé dans la première équipe d'étoiles.
  - 2001-2002: nommé dans l'équipe type du tournoi.
  - 2002-2003: nommé dans l'équipe type du tournoi.

- NCAA
  - 2002-2003: nommé dans la première équipe d'étoiles.

- Ligue américaine de hockey
  - 2005-2006: sélectionné pour le Match des étoiles avec l'équipe PlanetUSA.